# Багатопері
Багатопе́рі (Polypteridae) — родина кісткових риб у монотиповому ряді Багатопероподібні (Polypteriformes), підклас Cladistia. Це давня група риб (відомі з еоцену), викопні предки яких досі не виявлені.

## Будова

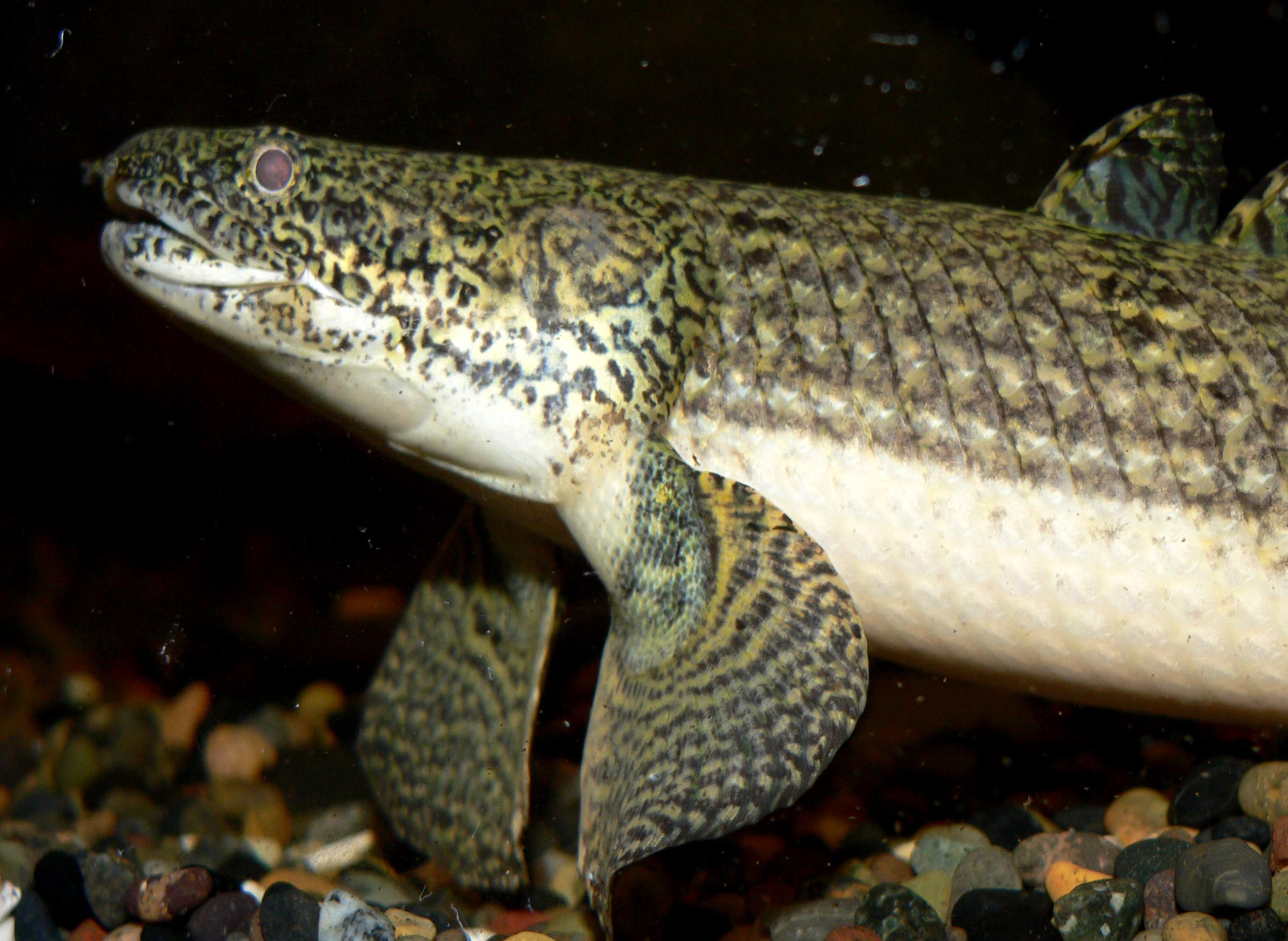
Polypterus weeksii можна побачити типові грудні та спинні плавці

Розміри тіла від 30 см до 1,2 м. Тіло видовжене, вкрите ромбічною ганоїдною лускою. Голова сплющена, є пара невеликих вусиків. Рот та зуби великі. Спинний плавець складається з кількох (6 — 18) невеликих плавців, кожен з яких має великий шип та кілька м'яких променів. Великі грудні плавці мають м'ясисті лопаті, подібні до тих, які мають лопатепері риби. Плавальний міхур розташований під травним трактом, виконує дихальну функцію та складається з двох камер, одна з яких з'єднана з глоткою. У кишечнику є спіральний клапан. Добре розвинений артеріальний конус у серці має численні клапани, які розташовані у кілька рядів (від 4 до 8).

## Спосіб життя
Тривалість життя — до 12 років. Зустрічаються у прісних водоймах тропічної Африки, більша частина видів — у басейні річки Конґо. Зустрічаються у річках та озерах, надають перевагу ділянкам, вкритим водною рослинністю. Вдень тримаються в укриттях, найактивніші у сутінках. Живляться безхребетними та дрібною рибою. Тривалий час можуть знаходитись без води, завдяки диханню за допомогою плавального міхура. Але в той же час без доступу до атмосферного повітря гинуть через 2 — 3 години. Розмножуються у сезон дощів у затоплених луках. Ікра відкладається на ґрунт або водну рослинність. Розвиток близько 4 діб, личинки мають великі зовнішні зябра. Мальки схильні до канібалізму.

## Систематика

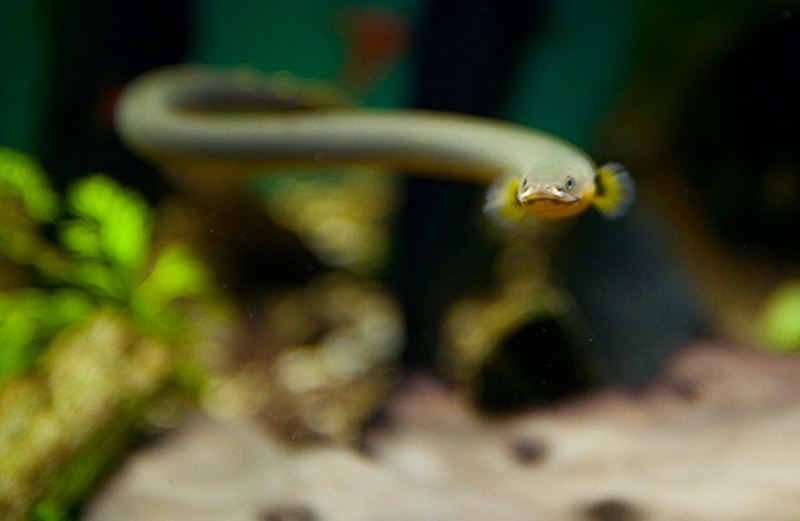
Каламоіхт калабарський (Erpetoichthys calabaricus) — відомий об'єкт акваріумістики

Каталог Ешмаєра станом на 25 жовтня 2010 року включає в ряд Polypteriformes 12 видів, віднесених до 2 родів з однієї родини Polypteridae. Особливості будови спинних плавців та опорного скелету грудних плавців не мають аналогів у жодної сучасної та викопної групи риб. Завдяки цьому таку невелику групу риб виділяють у окремий ряд, а деякі автори навіть у окремий надряд.
Ряд Polypteriformes
- Родина Polypteridae
  - Рід Erpetoichthys
    -       - Erpetoichthys calabaricus Smith, 1865

  - Рід Polypterus — Багатопер
    -       - Polypterus ansorgii Boulenger, 1910
      - Polypterus bichir
        - Polypterus bichir bichir Lacépède, 1803.
        - Polypterus bichir katangae Poll, 1941.
        - Polypterus bichir lapradei Steindachner, 1869.

      - Polypterus delhezi Boulenger, 1899
      - Polypterus enlicheri
        - Polypterus endlicheri congicus Boulenger, 1898.
        - Polypterus endlicheri endlicheri Heckel, 1847.

      - Polypterus mokelembembe Schliewen & Schafer, 2006
      - Polypterus ornatipinnis Boulenger, 1902
      - Polypterus palmas
        - Polypterus palmas buettikoferi Steindachner, 1891.
        - Polypterus palmas palmas Ayres, 1850.
        - Polypterus palmas polli Gosse, 1988.

      - Polypterus retropinnis Vaillant, 1899
      - Polypterus senegalus
        - Polypterus senegalus meridionalis Poll, 1941.
        - Polypterus senegalus senegalus Cuvier, 1829.

      - Polypterus teugelsi Britz, 2004
      - Polypterus weeksii Boulenger, 1898

Види, що вимерли:
- Polypterus faraou Otero et al., 2006

## Значення
Є об'єктом уваги фахівців, завдяки невизначеному походженню цієї групи риб. Крім того деякі види розводяться у акваріумах.

## Виноски
1. ↑  Eschmeyer, W. N. (ed.) Catalog of Fishes electronic version (25 October 2010). Архів оригіналу за 24 серпня 2013. Процитовано 19 червня 2011. [Архівовано 2012-08-24 у Wayback Machine.]